# 白川町立黒川中学校
白川町立黒川中学校（しらかわちょうりつ くろかわちゅうがっこう）は岐阜県加茂郡白川町にある公立の中学校。
校区は黒川であり、黒川小学校の児童が進学する。 

## 沿革
- 1947年（昭和22年）
  - 4月1日 - 加茂郡黒川村に黒川村立黒川中学校が開校。校舎は字前平にあった旧・黒川村青年学校の建物を使用する。
  - 5月3日 - 開校式。
- 1948年（昭和23年）9月 - 字中切に移転。建物は従来の校舎を移築。
- 1956年（昭和31年）9月30日 - 白川町、佐見村、黒川村、蘇原村が合併して白川町となる。同時に白川町立黒川中学校に改称する。
- 1987年（昭和62年） - 現在地に新築移転。
- 1988年（昭和63年） - 体育館、柔剣道場が完成。

## 再編計画
白川町は町内の小中学校の再編を計画しており、2018年（平成30年）に学校再編検討委員会を設置し、2020年（令和2年）に学校再編に関する方針を発表している。2022年（令和4年）には「白川町立小・中学校一貫教育の基本構想 改訂版」が作成され、黒川中学校は2027年（令和9年）に白川中学校に統合の予定である。